# Le Bien de la République
Pour plus de détails, voir Fiche technique et Distribution.
Le Bien de la République (en russe : Достояние республики, Dostoyanie respubliki) est un film d'aventure soviétique réalisé par Vladimir Bytchkov (ru) en 1971.

## Synopsis
L'histoire commence au printemps 1918, dans la jeune République socialiste fédérative soviétique de Russie. Les anciens nobles sont dépouillés de leurs biens par les bolcheviks qui ont pris le pouvoir après la Révolution d'Octobre. C'est le tour du manoir des princes de Tikhvin, qui ont gardé une collection unique de peintures et de sculptures. Mais à l'intérieur des boîtes apportées du manoir laissé par les propriétaires, on découvre des briques : les peintures et autres objets de valeur ont disparu.
Deux ans plus tard, le jeune agent de police judiciaire, Makar Ovtchinnikov (Oleg Tabakov) est sur la piste de la collection. Il se trouve que le vol a été commis par l'ancien régisseur du domaine, Tarakanov (Spartak Michouline) et ses deux complices - un certain Marquis (Andreï Mironov), l'ancien professeur d'escrime des enfants du prince et le jeune Kechka, un enfant des rues. Les objets d'art sont transportés dans un fourgon de cirque. Ovtchinnikov se fait embaucher dans la troupe pour être au plus près du précieux trésor. D'autres péripéties, comme l'attaque de bandits menés par l'ataman Lagoutine, surviendront avant que le sort de la collection ne soit connu.

## Fiche technique
- Titre : Le Bien de la République
- Titre original : Достояние республики, Dostoyanie respubliki
- Réalisation : Vladimir Bytchkov (ru)
- Scénario : Issaï Kouznetsov, Avenir Zak (ru)
- Directeur artistique : Nikolaï Emelianov, Dmitri Bogorodski
- Photographie : Boris Monastyrski (ru)
- Textes des chansons : Bella Akhmadoulina, Iouri Entine (ru)
- Musique : Evgueni Krylatov
- Costumes : Berta Kouratova
- Son : Vladimir Prilenski
- Effets spéciaux : Iouri Norstein
- Société(s) de production : Gorky Film Studio
- Pays d'origine : URSS
- Langue originale : russe
- Format : 35 mm - Mono - Couleur
- Genre : film d'aventure
- Durée : 138 minutes
- Sortie : 28 avril 1971

## Distribution
- Oleg Tabakov : Marc Ovtchinnikov, l'enquêteur
- Andreï Mironov : Chilovski dit Marquis, maître d'escrime
- Evgueni Evstigneïev : Karl Vitol
- Spartak Michouline : Ilia Tarakanov
- Mikhaïl Yekaterininski (ru) : directeur du musée
- Olga Jiznieva : princesse Tikhvinski
- Ludmila Krylova (ru) : Anna Spiridonovna, la gouvernante
- Youri Toloubeïev : Prokofi Dobrovo, le criminaliste
- Galina Inioutina (ru) : femme de Prokofi Dobrovo
- Sergueï Plotnikov (ru) : Petrovykh, le matelot
- Nikolaï Sergueïev : Danila Kossoï
- Igor Kvacha : Ataman Lagoutine
- Vladimir Grammatikov : magicien
- Piotr Merkouriev (ru) : photographe
- Rogvold Soukhoverko (ru) : agent Kotchine
- Gueorgui Stiel (ru) : braqueur
- Gueorgui Milliar : vieux cheminot
- Danuta Stoliarskaïa (ru) : l'actrice
- Arkadi Troussov (ru) : vieux capitaine
- Boris Yourtchenko (ru) : père Nikolaï
- Arkadi Tolbouzine (ru) : réalisateur
- Mikhaïl Volkov (ru) : collectionneur
- Nikolaï Pogodine (ru) : soldat
- Nikolaï Romanov (ru) : vendeur d'armes
- Viktor Kolpakov (ru) : Bouketov, le charpentier
- Sergueï Karnovitch-Valoi (ru) : commissaire-priseur
- Vitia Galkine : Kechka, l'enfant des rues